# 米爾維娜·迪恩
埃莉莎·格拉迪斯·「米爾維娜」·迪恩（英語：Eliza Gladys "Millvina" Dean，1912年2月2日—2009年5月31日）是英國公務員及地圖繪製師，也是1912年4月15日的鐵達尼號沉沒事故中最後一位離世的生還者。當時年僅兩個月的她，亦是該船上最年幼的乘客。

## 家庭背景
迪恩於1912年2月2日出生於英格蘭德文郡南部海岸的布蘭斯科姆克爾弗威爾宅邸（Culverwell House），父親為柏特蘭·法蘭克·迪恩（Bertram Frank Dean，1886年－1912年），母親為喬潔特·伊娃·萊特（Georgette Eva Light，1879年－1975年）。她有一位兄長，柏特蘭·維爾·迪恩（Bertram Vere Dean），出生於1910年5月21日。
迪恩終生未婚，亦無子女。其父親於鐵達尼號沉沒事故中罹難；母親於1975年9月16日去世，享耆壽96歲；兄長則於1992年4月14日辭世，享壽81歲，恰逢鐵達尼號撞上冰山的80週年。
迪恩的父親柏特蘭·迪恩出生並成長於布蘭斯科姆，成年後遷至倫敦，並在當地與伊蒂（Ettie，即喬潔特）成婚。兩人曾在倫敦共同經營一間酒館多年。

## 生平

### 鐵達尼號
1912年，迪恩一家決定移民美國，計劃前往堪薩斯州威奇托，與當地親戚會合。柏特蘭原打算入股經營表親所開設的煙草店。為此，他賣掉了酒館，並以20鎊11先令6便士的價格購買了三等艙船票（2023年等值約為2,573.69英鎊）。出發前，迪恩一家先回布蘭斯科姆與親人告別，期間伊蒂誕下女兒米爾維娜。原本迪恩一家並未安排搭乘鐵達尼號。但因當時英國煤礦工人罷工，造成其他航班無法運行，許多乘客被轉移至鐵達尼號。迪恩一家作為三等艙乘客，於南安普敦登船。登船時，米爾維娜僅九週大。
1912年4月14日深夜，鐵達尼號撞上冰山後，柏特蘭察覺異狀並前往查看，隨後回到艙房，要求妻子將孩子們穿好衣服，帶他們上甲板避難。米爾維娜、母親與哥哥被安排登上第10號救生艇逃生。柏特蘭未能倖存，其遺體即使被尋獲也未能確認身分。

### 返回英國

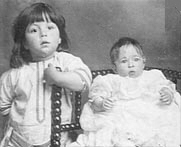
米爾維娜（右）與其兄貝特倫，攝於1912或1913年。

如同許多鐵達尼號罹難者遺孀一樣，一旦確定丈夫未能獲救，埃蒂·迪恩（Ettie Dean）便放棄了留在美國的念頭。在2000年PBS紀錄片《失落的郵輪》（Lost Liners）中，米爾維娜·迪恩回憶母親在災難後的狀況時說：
我們在醫院住了兩三個星期，好讓母親稍作恢復，之後我們便返回英國；因為我們什麼都沒有，沒有衣服，也沒有錢，而且她的心已經完全碎了，只想回家。
白星航運公司（White Star Line）安排埃蒂與她的兩名子女搭乘亞得里亞蒂克號（RMS Adriatic）返回英國。在船上，年僅三個月的米爾維娜吸引了相當多的關注。《每日鏡報》於1912年5月12日的報導寫道：
她是整艘船上的寵兒，船上的女性們爭相想抱這位可愛的小寶寶，競爭之激烈使得一位船員下令，頭等艙與二等艙的乘客每人不得抱她超過十分鐘。
米爾維娜日後就讀於南安普敦的格雷格學校。在年幼時，她並不知道自己曾搭乘過鐵達尼號，直到八歲那年母親與他人訂婚，她才得知此事。 在第二次世界大戰期間，米爾維娜為英國政府工作，負責繪製地圖。戰後，她進入南安普敦一家工程公司的採購部門擔任秘書，直到1972年退休。

## 晚年生活
直到七十多歲時，米爾維娜與其兄長迪恩才開始參與與鐵達尼號相關的活動。此後，她出席了多場研討會、展覽、紀錄片拍攝、廣播與電視節目訪談，並進行大量書信往來。1995年，她前往紐約市，出席由「鐵達尼號公司」（RMS Titanic, Inc.）與「國際鐵達尼協會」（Titanic International Society）舉辦的會議。會議期間，這兩個組織的成員在世界貿易中心北塔107層的世界之窗餐廳為她與陪同人員舉辦了餐會。
1997年，她與數位「鐵達尼歷史協會」（Titanic Historical Society）成員一同搭乘伊莉莎白女王二號赴美，再次來到紐約。短暫停留後，她前往堪薩斯城，探訪原本全家預定落腳的地點——其叔叔的住家，並首度與多位叔叔的後代見面。
1998年，她前往美國麻薩諸塞州斯普林菲爾德，參加一場鐵達尼號研討會，隔年又前往加拿大魁北克省蒙特婁參加另一場活動。2006年，她原定出席紀念鐵達尼號沉沒94週年的活動，但因髖部骨折而缺席。她亦曾參與歷史頻道的特別節目《鐵達尼號最後的時刻：遺失的碎片》（Titanic's Final Moments: Missing Pieces）。
米爾維娜堅決拒絕觀看詹姆斯·卡麥隆執導的電影《鐵達尼號》（1997年），她曾表示，在觀看1958年根據沃爾特·路德著作改編的電影《此夜永難忘》後，經常惡夢連連，因此不願想像自己父親是那群被困在沉船上的乘客之一。她亦婉拒出席《鐵達尼號》與2003年紀錄片《深海幽靈》的首映會。
2007年12月，她曾批評英國廣播公司與其節目《異世奇人》，因其推出一集名為「被詛咒的航行」的聖誕特別篇，劇情中有一艘太空船外觀酷似鐵達尼號。她在養老院受訪時表示：
鐵達尼號是一場奪走無數家庭親人的悲劇。我失去了父親，他如今仍沉眠於那殘骸之中。我認為將這樣的悲劇用來娛樂大眾，是對死者的不敬。
BBC方面則回應：「我們無意冒犯。該集故事設定在一艘名為『鐵達尼號』的太空船上，而非真正的郵輪。」

### 健康狀況
2008年4月，米爾維娜原本受邀出席南安普敦市舉辦的鐵達尼號沉沒96週年紀念活動，但因罹患呼吸道感染而無法出席。
同年12月，年屆96歲的她為支付髖部骨折後的私立醫療開銷，被迫出售部分家族遺物，包括鐵達尼號賑災基金寄給其母親的信件，以及1912年在紐約獲贈的旅行箱。這些物品為她籌得約32,000英鎊。2009年2月，她再次宣布將出售更多物品，以支付每月超過3,000英鎊的養老院費用。
隨著迪恩的療養院照護費用不斷上升，貝爾法斯特、英國與國際鐵達尼協會於2009年4月共同成立「米爾維娜基金」（The Millvina Fund），專門用於協助她支付長期護理開銷 。愛爾蘭作家暨新聞工作者唐·穆倫在都柏林舉辦其全球巡迴攝影展《一千個活著的理由》（A Thousand Reasons for Living）開幕時，特別為此基金注入支持，展覽中亦展示了迪恩的肖像。穆倫另外製作了一幅限量100份的攝影作品，內容為迪恩在簽署一張鐵達尼號收藏卡時的雙手畫面，每幅售價為500歐元。他並向《鐵達尼號》電影導演詹姆斯·卡麥隆、主演莱昂纳多·迪卡普里奥與凱特·溫絲蕾、歌手席琳·狄翁、以及索尼音樂娛樂、二十世紀福斯與派拉蒙影業等企業發出號召，希望他們依照等值金額響應捐款。最終，迪卡普里奧與溫絲蕾聯名捐出2萬美元，卡麥隆與狄翁則各自捐出1萬美元。

## 逝世

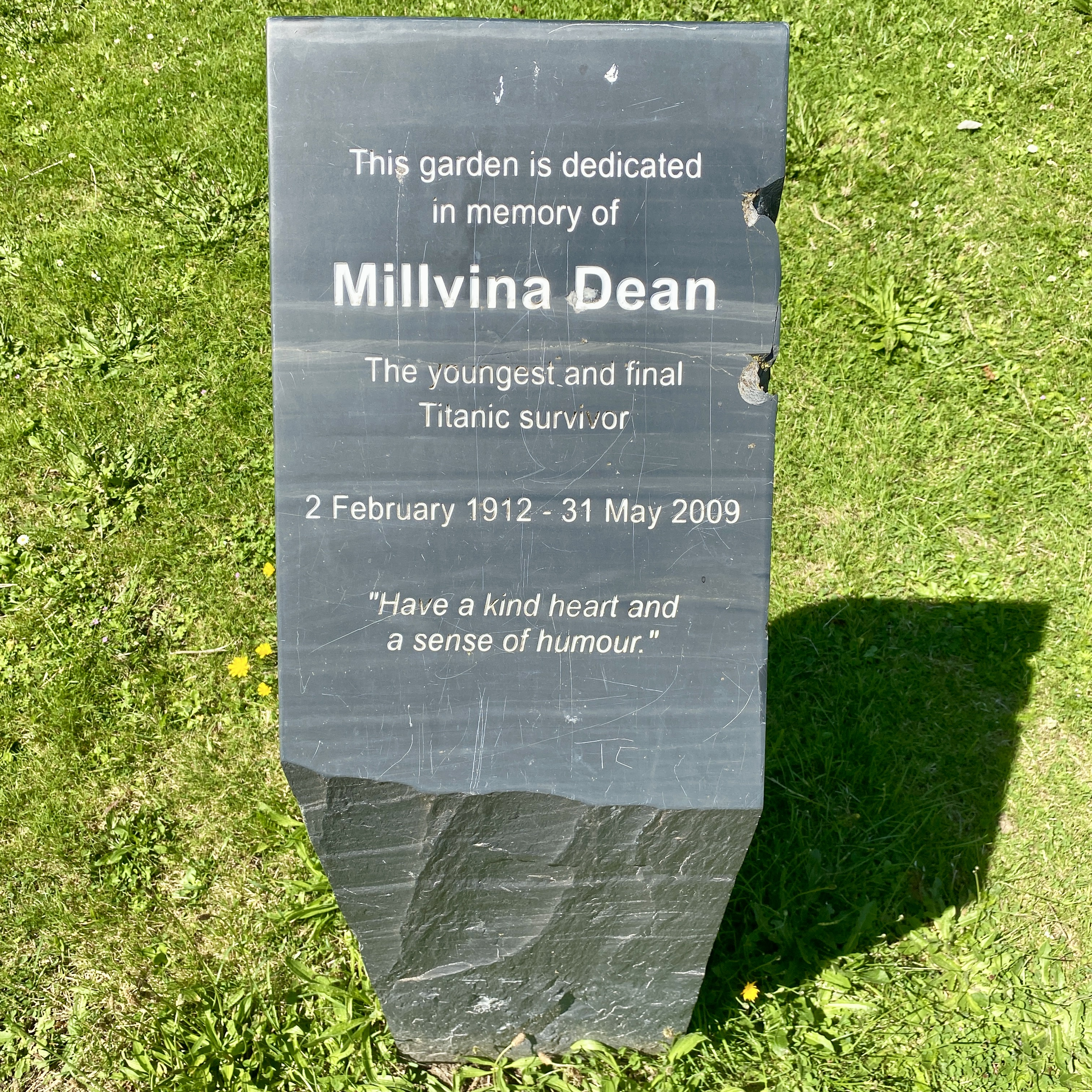
位於南安普敦的米爾維娜·迪恩紀念碑。

2009年5月31日早晨，米爾維娜·迪恩因肺炎病逝於英格蘭漢普郡阿什赫斯特的一家療養院，享耆壽97歲。她的逝世恰逢鐵達尼號於1911年5月31日下水的第98週年。其後，她的遺體依願火化，並於2009年10月24日將骨灰撒在南安普敦港，即當年鐵達尼號的出發地。
自2007年10月芭芭拉·韋斯特於英格蘭逝世後，迪恩便成為鐵達尼號最後一位在世的生還者。